# Julia Westlake

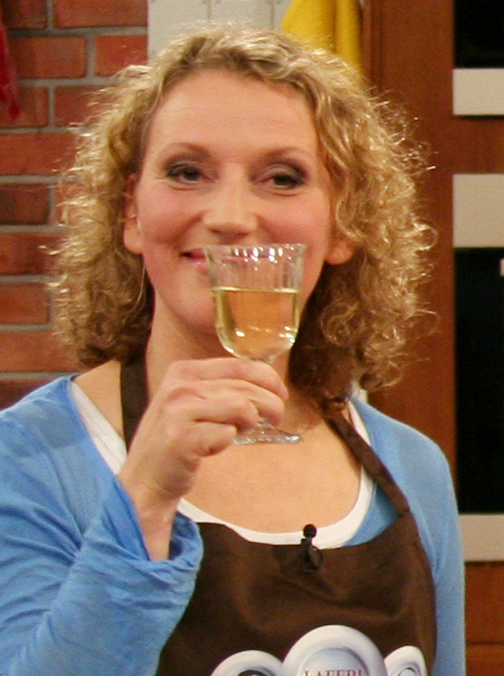
Julia Westlake (2010)

Julia Westlake (* 20. September 1971 in Bad Segeberg) ist eine deutsche Fernsehmoderatorin.

## Leben und Wirken
Sie ist die Tochter des britischen Songwriters Clive Westlake. Nach dem Abitur an der Fritz-Reuter-Schule in Bad Bevensen studierte Westlake Germanistik und Politikwissenschaften an der Universität Hannover.
Seit 1992 ist sie für Radio und Fernsehen tätig, u. a. als Moderatorin bei NDR 1 Niedersachsen, Hallo Niedersachsen und der Aktuellen Schaubude. Von April 2002 bis Dezember 2007 moderierte sie zusammen mit Jörg Pilawa die NDR Talk Show. Zusammen mit Yared Dibaba moderierte sie von 2006 bis 2009 die Fernsehreihe De Welt Op Platt vom NDR Fernsehen, in der plattdeutsch Sprechende in aller Welt vorgestellt werden. 2010 wurden neue Folgen produziert.
Seit Juni 2007 moderierte Julia Westlake als Nachfolgerin von Caren Miosga das Kulturjournal im NDR Fernsehen sowie das Bücherjournal des NDR, die älteste Literatursendung im deutschen Fernsehen. Die Sendung wurde Ende 2020 eingestellt.
Westlake war ab 2007 Mitglied im prominenten Rateteam der SWR-Sendung Ich trage einen großen Namen. Von Januar 2020 bis zur Einstellung der Sendung moderierte sie die Sendung als Nachfolgerin von Wieland Backes.
Seit 2022 moderiert Westlake beim Hörfunksender NDR Kultur.

## Privates
Julia Westlake wohnt in Hamburg-Groß Flottbek und hat zwei Söhne (* August 2009 und Mai 2013). Vater beider Kinder ist der Moderator Alexander Bommes. Im Februar 2016 trennten sich Westlake und Bommes.